# Elyaniv Barda
Elyaniv Felix Barda (hebräisch אליניב ברדה; * 15. Dezember 1981 in Be’er Scheva) ist ein ehemaliger israelischer Fußballspieler und -trainer.

## Karriere

### Verein
Elyaniv Barda begann seine Karriere in der Jugend von Hapoel Be’er Scheva. Im Jahr 1998 debütierte er für Be’er Scheva in der Liga Leumit, der zweithöchsten israelischen Spielklasse. Er spielte insgesamt fünf Jahre im Profiteam bei Be’er Scheva und schaffte im Jahr 2001 mit der Mannschaft den Aufstieg in die Ligat ha’Al, der höchsten Spielklasse im israelischen Fußball. Nach zwei weiteren Jahren verließ er den Verein und schloss sich dem israelischen Traditionsverein Maccabi Haifa an. Auch in Haifa erhielt er regelmäßige Einsätze und konnte in zwei Jahren zwölf Tore in 57 Partien erzielen. Daraufhin wechselte er zum Ligakonkurrenten Hapoel Tel Aviv. Mit Hapoel konnte er zweimal in Folge den israelischen Pokal gewinnen. Im Sommer 2007 verließ er schließlich seine Heimat und unterschrieb beim belgischen Erstligisten KRC Genk. Nachdem er in der Spielzeit 2007/08 in 32 Partien 16 Tore für Genk erzielen konnte, gelang es ihm in den folgenden zwei Jahren nicht mehr, an diese Leistungen anzuknüpfen. Von 2013 bis 2018 spielte er erneut für Hapoel Be’er Scheva und beendete dort nach drei weiteren Meisterschaften seine Karriere.

### Nationalmannschaft
Barda debütierte am 24. März 2007 in der EM-Qualifikation zur EURO 2008 gegen England für die israelische Nationalmannschaft. In seinem vierten Einsatz für die Nationalmannschaft konnte er gegen Russland seinen ersten Treffer verbuchen. Während der Qualifikationsspiele zur Weltmeisterschaft 2010 konnte er sechs Tore erzielen und war damit der beste Torschütze für Israel. Im Heimspiel am 9. September 2009 gegen Luxemburg gelangen ihm beim 7:0-Erfolg drei Tore. In 38 Länderspielen konnte der Angreifer elf Tore erzielen.